# PBS
A Public Broadcasting Service, mais conhecida como PBS, é uma rede de televisão americana de caráter educativo-cultural, sem publicidade, em contraponto às grandes redes comerciais que operam no país.
Foi antecedida pela NET (National Educational Television ou Televisão Educacional Nacional, em português), até que em 5 de outubro de 1970, a mesma fechou e foi substituída pela PBS.
Possui em sua programação documentários, telejornais e programas educativos. A programação é ancorada de vários estados norte-americanos. Transmite desde 1970 (No 1º ano, em 1969 foi transmitida pela NET) a versão original do mundialmente famoso programa Sesame Street. A emissora também é famosa por colocar no ar seriados e filmes britânicos de emissoras como BBC (pública), ITV e Channel 4 (privadas), assim como produções originais.

## Descrição
A PBS é uma organização sem fins lucrativos, constituída por mais de 350 emissoras, como organizações comunitárias, universidades, escolas ou autoridades estaduais ou locais, que possuem as ditas licenças educativas. Funciona como uma rede distribuidora dos formatos que foram produzidos ou pedidos pelas emissoras afiliadas. A programação da PBS é composta por espaços educativos, informativos, documentais e de ficção. Os programas infantis são produzidos sobre a marca PBS Kids.
A PBS não conta com um centro de produção centralizado; todos os programas que emite são produzidos ou adquiridos pelas emissoras locais membros da rede. As emissoras mais importantes são a WGBH-TV de Boston, especializada em formatos educativos e infantis; a WETA-TV de Washington, D.C., encarregada do telejornal PBS NewsHour; WNET de Nova York, e WTTW de Chicago. De igual modo, há colaboração entre canais afiliados e inclusive com outras televisões, como a CNN International e a HBO.
Na estrutura tradicional de uma televisão comercial, o canal afiliado têm horas livres para exibir conteúdo local e ceder os as franjas mais importantes da programação (o chamado horário nobre) à programação nacional. Por outro lado, os canais afiliados da PBS pagam para aceder ao conteúdo da rede, para além de se encarregar da exibição de espaços locais com os seus próprios meios, permitindo uma larga autonomia às emissoras afiliadas. No entanto, também trás algumas limites sobre a transmissão, como o fuso horário de cada estado. A PBS dispõe de um código de práticas que, entre outras medidas, obriga a requer localizar as produções mais importantes em horário nobre e promovê-las com a marca nacional.

## Direção
O conselho de administração da PBS é formado por 27 membros: 14 eleitos pelas estações locais, 12 externos, eleitos pelas delegados das estações locais e um presidente nomeado pelo próprio conselho. Todos os membros servem durante três anos, não sendo remunerados.

## Programação
A programação da PBS apresenta uma gama diversificada de programas, incluindo programas artísticos (Great Performances); séries dramáticas (Masterpiece, Downton Abbey, American Family); música (Austin City Limits, Soundstage); jornalismo (Frontline, PBS NewsHour, Washington Week, Nightly Business Report); filmes independentes e documentários (POV, Independent Lens); e entrevistas (Amanpour & Company, Tavis Smiley, The Dick Cavett Show). Em 2012, a PBS começou a organizar grande parte de sua programação no horário nobre em torno de um cronograma baseado no género (por exemplo, as séries de drama abrangem a programação de domingo, enquanto os programas relacionados à ciência são apresentados às quartas-feiras).

## Financiamento
A PBS é financiada através de contribuições da Corporation for Public Broadcasting (Corporação para a Radiodifusão Pública), através de taxas das emissoras afiliadas e com doações de telespetadores. Embora as contribuições federais sejam importantes para manter o serviço, a maior parte do dinheiro vem de doações privadas. Por essa razão, a PBS possui um código de financiamento que estabelece limites antes de aceitar doações e que busca garantir sua independência do poder público e político.
Os canais públicos costumam obter recursos por meio de captação de recursos, campanhas publicitárias, merchandising e teletons nos seus respectivos mercados. Às vezes, a programação usual é interrompida com blocos especiais nos quais o dinheiro é solicitado ao público. A PBS não pode anunciar, mas os patrocinadores são permitidos em alguns programas. A maioria dos espaços destaca a sua fonte de financiamento no início e no final de cada programa, sem a possibilidade de interrompê-lo. Para destacar o apoio do público, o slogan "Viewers Like You" (em português, "espetadores como você") é destacado.

## Emissoras afiliadas
Segundo dados de março de 2015, a PBS tinha 354 estações afiliadas em todos os 50 estados dos Estados Unidos, no distrito de Colúmbia e em quatro territórios não incorporados: Guam, Ilhas Virgens, Porto Rico e Samoa Americana. Isso faz dela a rede de televisão com o maior número de acordos de afiliação no país. Estima-se que 94% dos americanos tenham acesso ao serviço, e mais de 80% da população já o viu pelo menos uma vez por ano.
A PBS possui um sistema bastante descentralizado que a diferencia de outras emissoras públicas. Os canais afiliados à PBS são de propriedade de organizações sem fins lucrativos, universidades, emissoras comunitárias, autoridades estaduais ou locais. Portanto, o PBS não pode ter nenhum canal de propriedade. Em alguns estados o conjunto de televisões locais é organizado em torno de uma emissora regional, como no Alabama (Alabama Public Television) ou Oregon (Oregon Public Broadcasting), para que o grupo adquira o conteúdo e distribua-o de forma centralizada, exceto para desconexões regionais. No entanto, em outros estados, cada estação atua de forma autónoma.
Ao contrário do que acontece no modelo de transmissão regional, em que um mercado exclusivo é atribuído a cada estação, em alguns territórios — como Los Angeles — pode haver mais de um canal afiliado à PBS. Nesses casos, a organização distribui os percentuais de programação que cada canal pode distribuir, com uma estação designada como a primeira opção.
A maioria das estações da PBS produzem pelo menos um programa distribuído nacionalmente. A programação atual da rede nacional é produzida por um grupo menor de estações, incluindo:
- WGBH-TV (Arthur, Frontline, etc.)
- WNET (Nature, PBS NewsHour Weekend, Cyberchase, Amanpour & Company, etc.)
- WETA-TV (PBS NewsHour, A Capitol Fourth, etc.)
- WTTW (Nature Cat, WordWorld, etc.)
- KLRU (Austin City Limits, etc.)
- KOCE-TV (Sid the Science Kid, etc.)
- KQED (The Cat in the Hat Knows a Lot About That!)
- Oregon Public Broadcasting (History Detectives)
- UNC-TV (The Woodwright's Shop)

## Canais temáticos

### Emissoras independentes
Embora não sejam operados ou controlados pela própria PBS, outras redes públicas de radiodifusão estão disponíveis e carregadas pelas estações-membro da PBS.
| Logótipo | Canal        | Descrição                                                  | Fundação                        |
| -------- | ------------ | ---------------------------------------------------------- | ------------------------------- |
|          | Create       | Programação artistica, cultural e virada para o lifestyle. | 10 de janeiro de 2006 (19 anos) |
|          | World        | Canal educativo sobre ciência, notícias, e documentários.  | 2007 (18 anos)                  |
|          | MHz Networks | Programação étnica                                         | 2001 (24 anos)                  |